# Vercasivelauno
Vercasivelauno (siglo I a. C.) fue un líder militar galo durante la conquista de las Galias (58-51 a. .C.) por Julio César. 

## Biografía
Fue primo de Vercingétorix que estuvo a su lado en su rebelión y también acudió a su ayuda en la batalla de Alesia, en la que él acudió en la última oleada. No se sabe de quien era hijo, técnicamente tenía que ser hijo de Gobanición pero también podría ser hijo de algún hermano desconocido de Celtilo o de la madre de Vercingétorix. 
Tras la batalla de Alesia no se sabe qué fue de él. Puede que muriera en la batalla, también puede ser que le capturaran y le ejecutaran como a Vercingétorix pero lo más probable es que huyera como Comio pero no se sabe qué fue de él.

## Ficción
En la película francesa Vercingétorix (2001) Vercasivelauno aparece con el nombre de Casivelaun y con una cierta apariencia a Vercingetorix. Termina siendo el último jefe superviviente en la batalla de alesia junto a Comio. 